# Bramhall, Greater Manchester
Bramhall är en ort i distriktet Stockport, Storbritannien. Den ligger i grevskapet Greater Manchester och riksdelen England, i den centrala delen av landet, 250 km nordväst om huvudstaden London. Bramhall ligger 83 meter över havet och antalet invånare är 25 506. Bramhall var en civil parish 1866–1900 när blev den en del av Hazel Grove and Bramhall. Civil parish hade 3 365 invånare år 1891. Byn nämndes i Domedagsboken (Domesday Book) år 1086, och kallades då Bramale.
Terrängen runt Bramhall är platt åt nordväst, men åt sydost är den kuperad. Runt Bramhall är det mycket tätbefolkat, med 1 517 invånare per kvadratkilometer. Närmaste större samhälle är Stockport, 5,8 km norr om Bramhall. Runt Bramhall är det i huvudsak tätbebyggt.